# ديفيد سكاربا
ديفيد سكاربا (بالإنجليزية: David Scarpa)‏ هو كاتب سيناريو أمريكي، (ولد في فورت كامبل في الولايات المتحدة م).

## وصلات خارجية
- ديفيد سكاربا على موقع IMDb (الإنجليزية)
- ديفيد سكاربا على موقع أول موفي (الإنجليزية)
- ديفيد سكاربا على موقع قاعدة بيانات الأفلام السويدية (السويدية)
- ديفيد سكاربا على موقع قاعدة بيانات الفيلم (الإنجليزية)
- ديفيد سكاربا على موقع كينوبويسك (الروسية)